# Case Western Reserve University
A Case Western Reserve University é uma universidade privada dos Estados Unidos sediada em Cleveland, no estado de Ohio. Fica no local onde foi feita a famosa experiência de Michelson-Morley.